# Clinschor

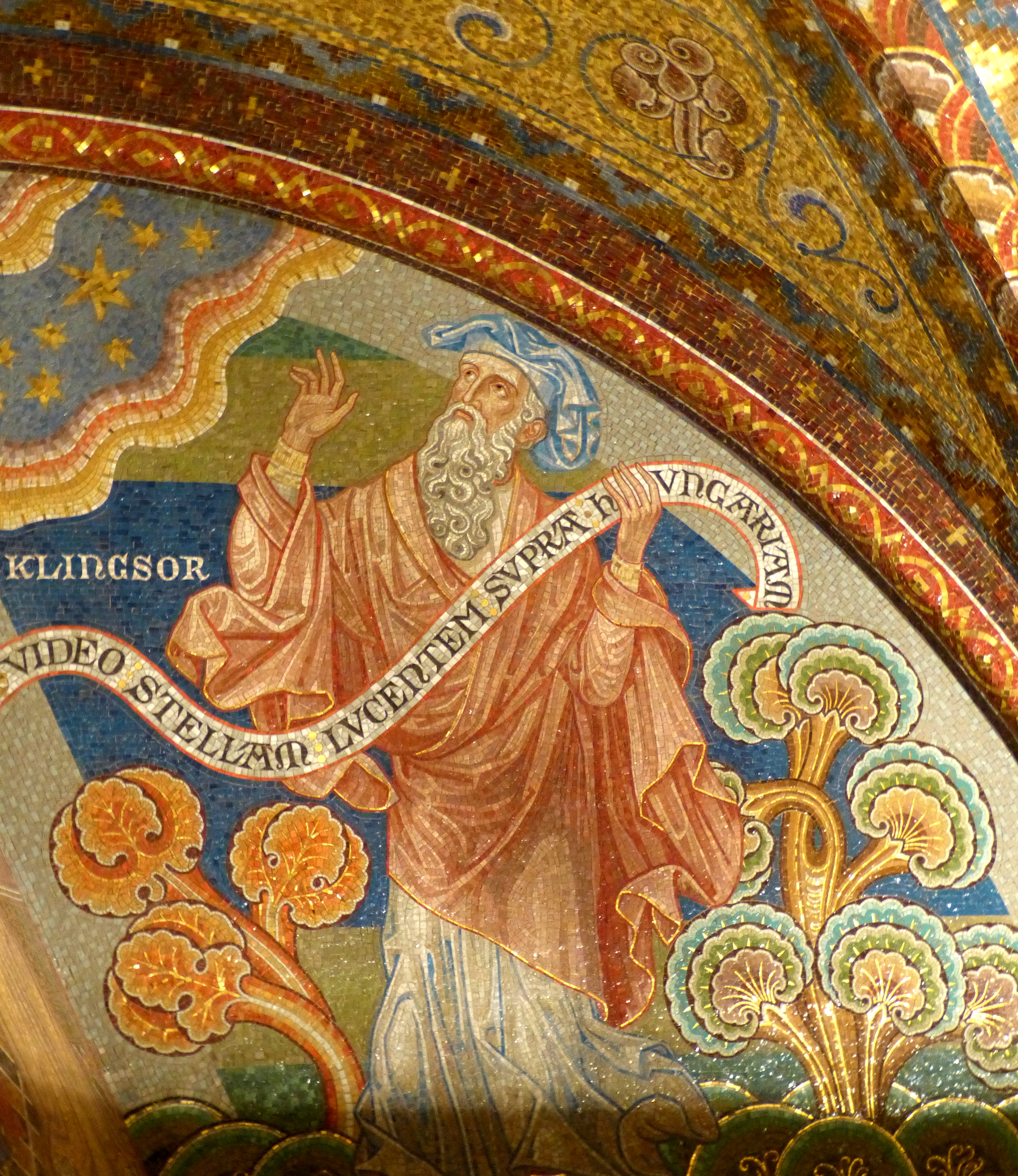
Klinsgor

Clinschor (Klingsor) è un personaggio del romanzo Parzival di Wolfram von Eschenbach, stregone e negromante, sovrano del castello delle meraviglie (chiamato Kalot Enbolot).
Gioca un ruolo fondamentale nella narrazione degli episodi legati a Gawan. È uno dei personaggi più misteriosi non solo per il fatto di possedere poteri magici, ma soprattutto in quanto resta praticamente fuori dagli eventi epici.

## Il personaggio
Clinschor viene presentato già nel libro II del Parzival, quando Gahmuret è introdotto presso il re bretone Uterpendragon e sua moglie Arnive (genitori di Re Artù): 
with whom diu vrouwe is ready»
(66.4-5)
Lo stregone è coinvolto già molto presto nella trama, ma bisognerà attendere parecchio prima di avere davvero notizie su di lui. Solo nel libro X infatti il traghettatore Plippalinot rivela il suo nome:
ûfem plâne unt in dem fôreht unt aldâ Clinschor hêrre ist»
(548,3-5)
e fornisce questa informazione solo dopo insistenti richieste del cavaliere Gawain, ospite presso di lui. Il traghettatore descrive la regione delle Terre Marveile e i pericoli che si trovano nel castello delle meraviglie, come ad esempio il Lît Marveile (letto meraviglioso), ma dice che non c'è nulla di più nel castello, e sarà solo il corso delle avventure a rivelare a Gawans le informazioni sui tesori accumulati da Clingschor. Gli insegnamenti appresi nei suoi viaggi in terre straniere, ad esempio, dove egli imparò a stendere il massetto speciale che adorna la camera del letto, e la colonna miracolosa con cui osserva in un solo colpo d'occhio tutta la regione, ottenuta nel paese di Feirfiz.
Uno sguardo nella personalità e nella storia della vita di Clinschor è offerto solo dalla conversazione tra Arnive e Gawan: la regina racconta che Clinschor è discendente della famiglia di Virgilio, e un tempo conduceva una impeccabile vita a corte. Tuttavia si imbrigò in un intrigo amoroso con Iblis, la moglie del re siciliano Ibert, che lo evirò per vendetta.
time kapûn made with a snite

ware clinschor»
(657.7-9)
Clinschor si recò allora in Persida, dove apprese le arti magiche e decise di vendicarsi contro tutta la società per la vergogna che gli era stata inflitta: costruì così il castello incantato sulla cima di una montagna che aveva ricevuto in dono da un tale re Irot, dispiaciuto per la sua storia e la sua condizione. Dal castello domina e tormenta la sua regione, tra le altre cose, catturando delle donne e tenendole prigioniere nel castello. Tra le dame vennero rapite Arnive, la nonna di Gawan Sangive e le sorelle di Gawan, Itonje e Cundrie.
mal unde bêâ schent,

die zwischen dem firmament

wonent unt der erden zil;

niht wan die got beschermen wil.»
tra il firmamento

e i confini della terra, che sono di maligna razza,

tranne incantevoli, bellissime figure,

che Dio stesso vuole proteggere da lui»
((658,26-30))
Clinschor perciò governa ogni cosa tra cielo e terra, e solo invocando Dio si può sfuggire alla sua influenza. Tuttavia Arnive sottolinea più volte anche il lato onorevole di Clinschor times, ad esempio rimarcando il fatto che egli lasciò entrare Gawan nel castello senza opporre resistenza.
In genere notiamo che il Clinschor che appare nel Parzival di Wolfram è descritto come figura ambivalente, dal momento che lo stregone è un villano che soggioga l'intera regione e la sua popolazione ma viene anche presentato come cortese e saggio ("Hövesch unde wîs", 618.1).

### Nella narrazione
Il personaggio di Clinschor non appare mai fisicamente nel racconto, solamente se ne parla indirettamente. Possiamo avere informazioni su di lui solo dalle storie raccontate da Plippalinot, Arnive o Orgeluse, e quindi solo di seconda mano. Susanne Tuchel è quindi dell'opinione che "è possibile percepire solo l'immagine dell'uomo vista con gli occhi degli altri, ma la persona resta avvolta nell'oscurità". Anche se Clinschor non agisce direttamente nella narrazione è molto presente e la influenza notevolmente.
Le informazioni su Clinschor sono puri racconti, dal momento che lo stregone è elusivo e limita la sua partecipazione alla vita sociale life al ruolo di osservatore. La mancanza di una personalità legata a Clinschor è compensata dall'abilità di osservazione ubiquitaria dovuta alla colonna miracolosa del Schastel Marveile (Castello delle Meraviglie).
Nel libro XII del poema, Orgeluse rivela la natura di mago o negromante di Clinschor, in grado di piegare chiunque alla sua volontà tramite le arti magiche. Eppure Orgeluse lo definisce "saggio e cortese" nonostante egli abbia ridotto all'obbedienza la dama e tutti i suoi cavalieri.
Nel libro XIII, dopo la vittoria di Gawan e la liberazione delle dame, la regina Arnive racconta al cavaliere la storia dello stregone donandogli (rispetto all'anonimato in cui rimane nell'opera di Chrétien de Troyes) una personalità, un titolo e una genealogia: Clingschor fu duca di Capua, nella penisola italiana, discendente di Virgilio, e fu virtuoso finché non si innamorò della moglie del re siciliano Ibert. I due si incontravano al castello del marito a Kalot Enbolot (Caltabollotta presso Sciacca) ma una volta vennero sorpresi dal re che per vendetta evirò il duca con la spada (la fine della regina non viene raccontata). Umiliato si recò nella città di Persida dove apprese le arti oscure con le qualì soggiogò Irot, re di Roche Sabbins, e lo costrinse a cedergli la montagna su cui avrebbe edificato il proprio castello. Assoggettando le terre di Logrois, confinanti con le Terre Marveile, ottenne da Orgeleuse una colonna dalla quale osservare tutto il mondo (come rivela nel libro XII).
Nel castello egli tiene prigioniere centinaia di vergini, quattro regine e "ogni cosa al mondo più rara": il regno di Clingschor viene presentato come un crogiolo di accumuli di ricchezze, di assoluta abbondanza e di affollamento, con al centro, immobile, il suo re. Ma Clingschor non potrebbe violare o godere delle quattrocento dame essendo castrato, né viene descritto come appagato per le sue ricchezze; l'unica occupazione di Clingschor è sorvegliare costantemente le terre attorno al suo dominio alla ricerca di altri beni umani e materiali da aggiungere alla sua immensa collezione.

### Clinschor tra Wolfram e Chrétiens de Troyes
Wolfram ha costruito una figura veramente ambivalente: da una parte lo stregone malvagio, dall'altra un uomo cortese e saggio. Dalla bozza della sua storia si può parlare di motivazioni psicologiche al comportamento del mago bramoso di vendetta.
Questa rappresentazione è radicalmente diversa di quella offerta da Chrétien de Troyes in Perceval ou la count du Graal: non solo il personaggio di Chrétien rimane senza un nome, ma è privo di informazioni biografiche e di approfondimenti sul personaggio. Krohn parla di una "umanizzazione" effettuata da Wolfram, si intende che il contraddittorio Clinschor di Wolfram è più credibile perché non totalmente malvagio, ma di una personalità complessa.
Altra differenza sta nella funzione del personaggio all'interno della struttura narrativa: lo stregone di Chrétien non ha nessuna influenza o significato nella storia, mentre Clinschor è personaggio antitetico rispetto ad Anfortas. Entrambi Clinschor e Anforas vivono un amore proibito e sono puniti da un contrappasso, la differenza sta nel modo di affrontare la punizione: durante la malattia di Anforas, vissuta in stato di penitente sofferenza, tutta la corte del Graal è in declino; mentre Clinschor trasforma la sofferenza in risentimento e voglia di vendetta. Il primo guarisce, mentre l'altro sparisce appena l'incantesimo del castello è rotto, senza lasciare più notizie di sé.

## Il castello
Le vicende nel Schastel Marveile (nel libro XI del Parzival) costituiscono il corpo centrale della narrazione delle gesta del cavaliere Gawan, che sconfiggendo il Lit Marveile riesce a riscattare le quattrocento dame del castello e a ristabilire l'ordine sociale che era stato sovvertito dagli incantesimi di Clinschor. Gawan stesso diventa così il signore del castello delle meraviglie.

### Nella narrazione
Già nel libro II del Parzival si viene a sapere che la madre di re Artù è stata rapita da un negromante tre anni prima e che Artù la sta cercando. Poi nel libro VI sarà Cundrie la Sorcière a parlare del castello di Schastel Marveile, dicendo che vi sono imprigionate quattro regine e quattrocento dame, e in seguito ne rivela anche i nomi: Itonje, Cundrie, Arnive and Sangive.
Nel libro X Gawan vede un castello con molte dame, quattro delle quali appaiono di aspetto distinto. E nel libro XI egli chiederà insistentemente al traghettatore Plippalinot di cui è ospite informazioni sul leggendario castello e sui suoi abitanti; e nonostante gli avvertimenti sui pericoli di cui lo avverte il traghettatore, Gawan deciderà di affrontare l'avventura nel castello e liberare le dame. Solo alla fine della narrazione di queste avventure il lettore verrà a sapere la storia del castello e del suo regnante, che si scoprirà essere appunto Clinschor.

### La storia
Clinschor duca delle terre di Labur (Terra di Lavoro o di Capua) era l'amante della regina di Sicilia Iblis, ma quando il re Ibert li colse in flangranza evirò Clinschor per punizione. Pieno di vergogna che presto si tramuto in risentimento, egli viaggiò in Persida dove apprese le arti magiche, aumentò il suo potere, costruì il castello incantato dove tiene prigionieri nobili, ragazze, donne, uomini e pagani, utilizzando un incantesimo per separare le dame dai cavalieri, negando così il compimento dei principi del servigio alla dama e dell'amore cortese su cui si impernia la cavalleria. La storia del destino di Clinschor e i suoi terribili effetti mostrano le terribili conseguenze a cui può condurre un amore fallace. Come premio per il cavaliere che riuscirà a vincere le avventure nel castello, Clinschor prometterà la liberazione dei prigionieri e la successione al potere sul Schastel Marveile e l'intera regione (Terre Marveile).

### L'avventura di Gawan
L'avventura di Gawan all'interno di Schastel Marveile è divisa in due episodi: la lotta per il riscatto del castello e dei prigionieri e la successiva festa.

#### Le prove nel castello
Secondo il consiglio del traghettatore Plippalinot, Gawan affida il suo cavallo a un commerciante di fronte al castello e camminando armato con lo scudo del traghettatore, entra nel gineceo deserto del castello delle meraviglie, in cui la sua avventura lo stava aspettando. In questo episodio sono ricorrenti motivi fiabeschi e magici legati all'immaginario della tradizione celtica.
Al centro della sala, con un pavimento liscio come uno specchio, c'era il Lit Marveile (letto meraviglioso) che si sfrecciava per la stanza sulle sue quattro ruote, urtando con violenza le parenti con rumori di trombe e tuoni mai uditi dall'inizio del mondo. Solo grazie un balzo audace Gawan riesce a saltare sul letto indemoniato. E frastornato dal reboante rumore del letto si difende sotto lo scudo affidandosi a Dio come raccomandato dal Plippalinot.
Quando il Lit Marveile finalmente si ferma nel mezzo della stanza, cinquecento fionde incantate e cinquecento balestre scagliano sul cavaliere proiettili e frecce, ma Gawan riesce a proteggersi con lo scudo, riporta diverse ferite a causa di questi attacchi. Qui il narratore paragona le frecce all'amore che Cupido e Venere infliggono alle persone con proiettili e fuoco, come se fosse un sentimento violento e misterioso. Il letto stregato è simbolo dell'amore impedito dalla magia, e le frecce simboleggiano la pericolosità dell'amore:
dern kum an solch bette niht:

gemaches im dâ niemen giht.»
Non sdraiarti su un letto del genere

Nessuno dirà mai che vi è conforto qui»
(569,12)
Nel libro XII Gawan stesso infatti paragonerà la sua avventura all'amore per Orgeluse.
disiu bette ruowelôs.

einz hât mich versêret,

untz ander mir gemêret

gedanke nâch minne.»
è riposare su letti dove non c'è riposo:

il primo mi ha ferito con proiettili

il secondo non fa altro

che lasciarmi struggere nell'amore.»
(587,15)
Terminata la scarica di proiettili, entra nella stanza un uomo robusto e villano che annuncia a Gawan la prossima pericolosa prova: il cavaliere dovrà combattere contro un gigantesco leone, che Gawan riuscirà infine a pugnalare al petto una estenuante lotta, al termine della quale Gawan cade privo di sensi sul letto. Ma avendo superato le prove, egli è il nuovo re del castello liberato. Arnive e le dame corrono quindi in suo soccorso.

#### Il festeggiamento
Tuttavia anche dopo la liberazione del castello, i cavalieri e le dame restano separati: non si conoscono e non hanno mai scambiato una parola tra loro. Quindi allo scopo di riunire la corte di Schastel Marveile, Gawan indice un festeggiamento. Le dame e i cavalieri vengono riuniti nel corso di tre fasi: prima i due gruppi siedono su tavolate distinte secondo l'uso introdotto da Clinschors, le dame servite esclusivamente da altre donne e i cavalieri da uomini; ma i tavoli sono disposti in modo tale che cavalieri e dame siedano gli uni di fronte alle altre e possano vedersi.
Nella seconda fase i cavalieri possono danzare con le dame, e infine i cavalieri parlano con le dame offrendo i loro servigi. Gawan rompe quindi tramite questa festa lo stato snaturato della corte di Clinschors.

### L'identificazione geografica del castello
Secondo la tradizione il castello di Clinschor sarebbe quello di Caltabellotta in Sicilia.